# Early Song
Early Song es el primer álbum de estudio de Faun Fables. Fue lanzado en 1999 por Drag City.

## Lista de canciones
| Early Song |                             |          |  |
| N.º        | Título                      | Duración |  |
| 1.         | «Muse»                      | 3:48     |  |
| 2.         | «The Crumb»                 | 3:04     |  |
| 3.         | «Old Village Churchyard»    | 4:19     |  |
| 4.         | «Apple Trees»               | 4:42     |  |
| 5.         | «Only a Miner»              | 2:39     |  |
| 6.         | «Sometimes I Pray»          | 5:01     |  |
| 7.         | «Honey Baby Blues»          | 2:20     |  |
| 8.         | «Lullaby For Consciousness» | 4:16     |  |
| 9.         | «O Death»                   | 3:42     |  |
| 10.        | «Ode to Rejection»          | 4:02     |  |
| 11.        | «Bliss»                     | 2:19     |  |
| 40:12      |                             |          |  |